# Piegaro
Piegaro is een gemeente in de Italiaanse provincie Perugia (regio Umbrië) en telt 3679 inwoners (31-12-2004). De oppervlakte bedraagt 99,0 km², de bevolkingsdichtheid is 37 inwoners per km².
De volgende frazioni maken deel uit van de gemeente: Acquaiola Gratiano, Castiglion Fosco, Cibottola, Colle Baldo, Gaiche, Greppolischieto, Ierna Vignaie, Macereto, Oro, Pietrafitta, Pratalenza.

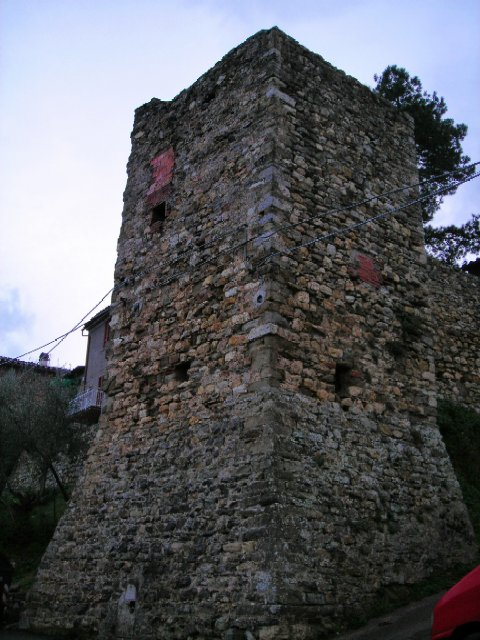
Toren van Piegaro
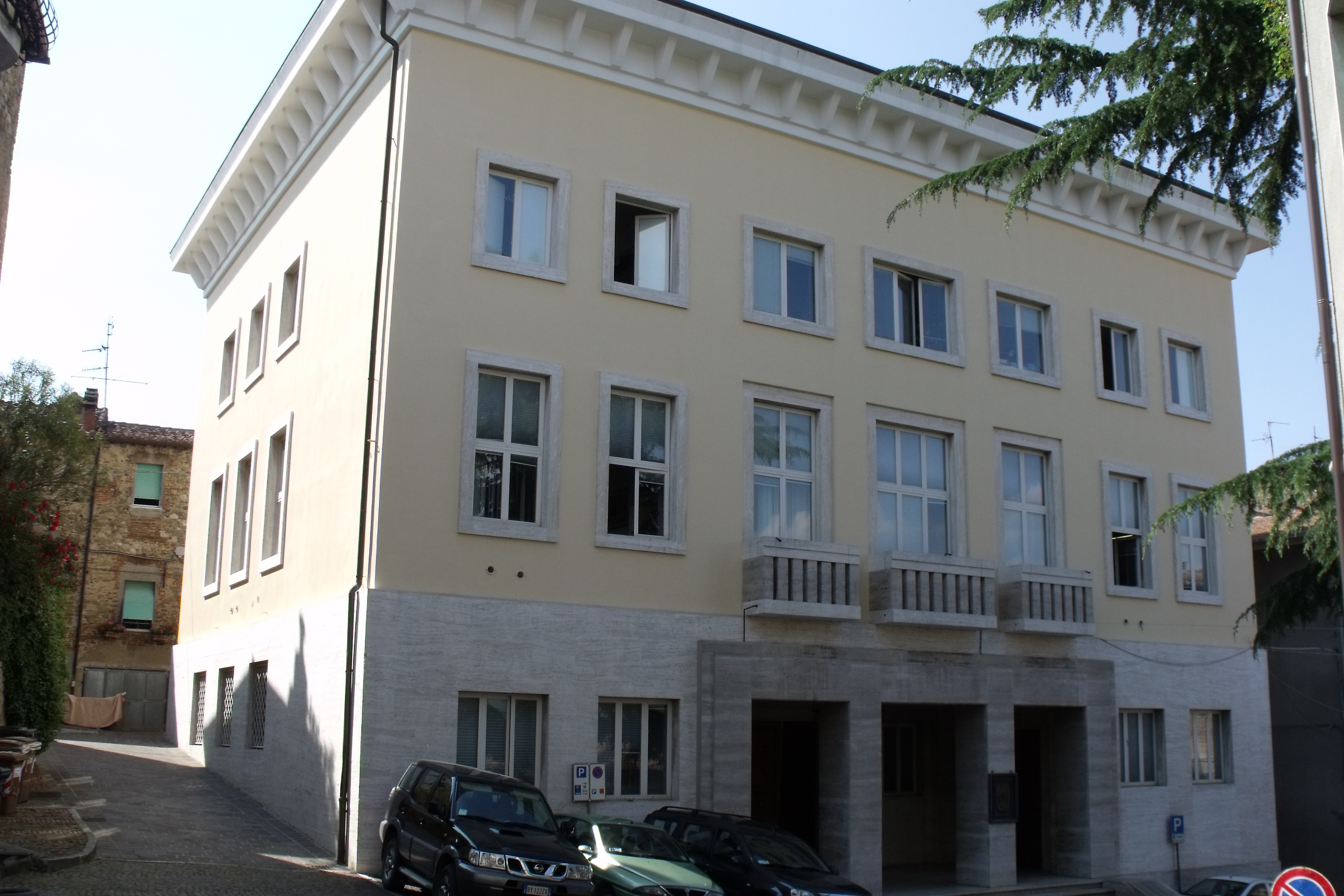
Gemeentehuis
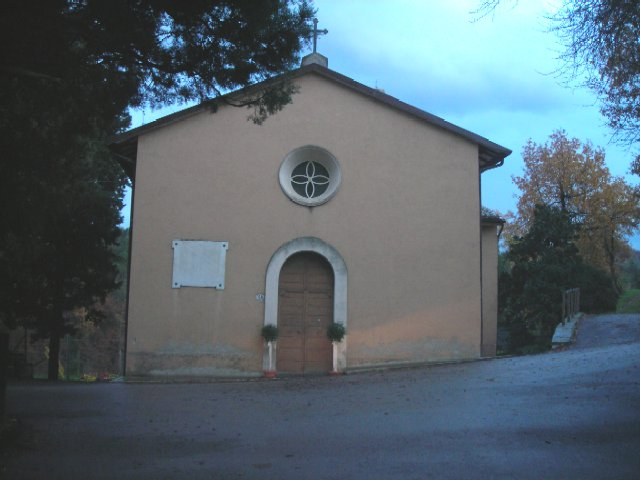
Kerk van Santa Felicissima in Oro
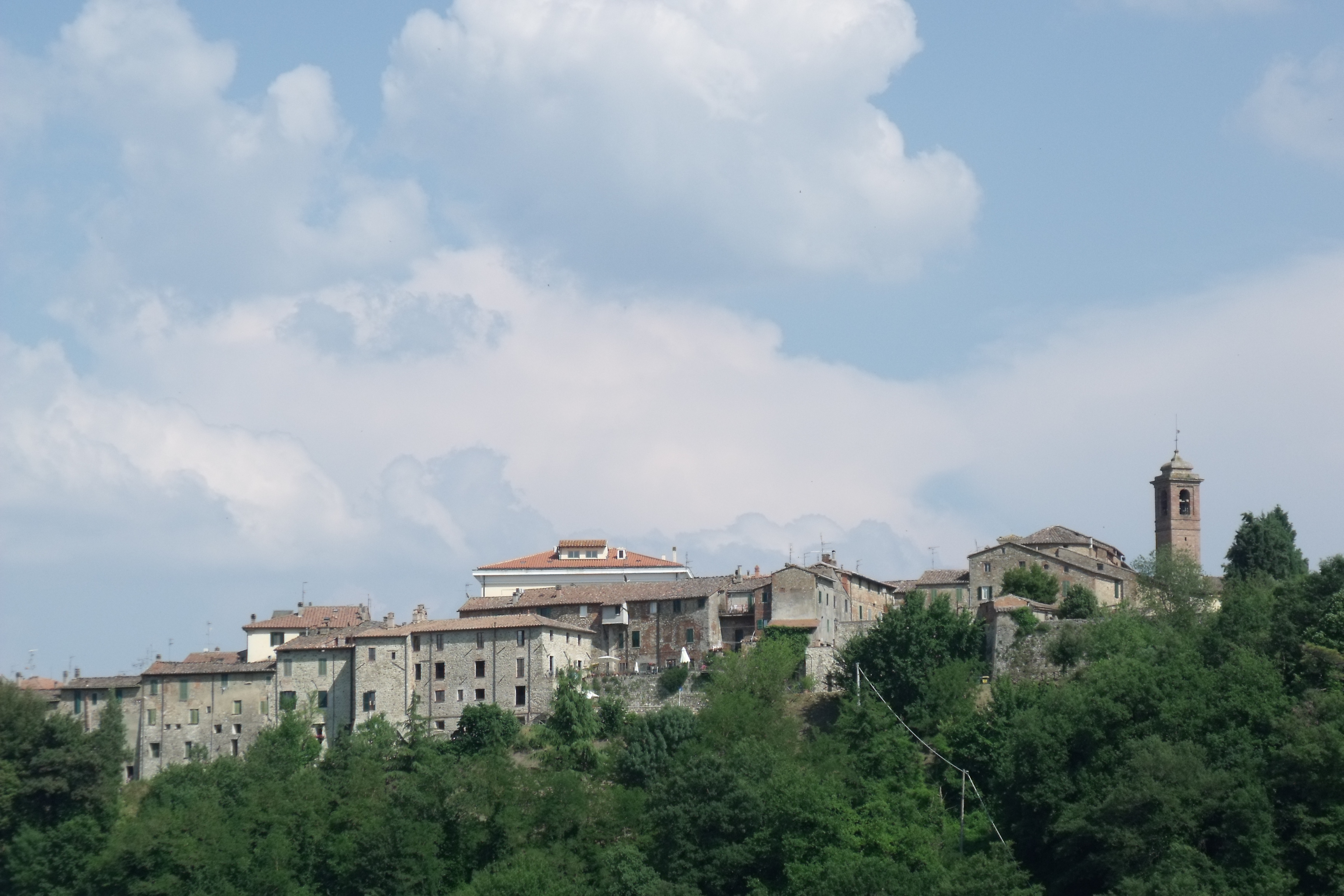
Piegaro

## Demografie
Piegaro telt ongeveer 1344 huishoudens. Het aantal inwoners steeg in de periode 1991-2001 met 2,0% volgens cijfers uit de tienjaarlijkse volkstellingen van ISTAT.
| Jaar | Inwoneraantal |
| ---- | ------------- |
| 1991 | 3574          |
| 2001 | 3645          |

## Geografie
De gemeente ligt op ongeveer 356 m boven zeeniveau.
Piegaro grenst aan de volgende gemeenten: Città della Pieve, Marsciano, Montegabbione (TR), Monteleone d'Orvieto (TR), Paciano, Panicale, Perugia, San Venanzo (TR).